# Hybolabus cyanipennis
Hybolabus cyanipennis es una especie de coleóptero de la familia Attelabidae.

## Distribución geográfica
Habita en la Guayana Francesa y Brasil.